# NGC 7000
NGC 7000 es una nebulosa de emisión en la constelación de Cygnus, situada cerca de Deneb (α Cygni), que también recibe el nombre de nebulosa Norteamérica. La región central oscura se denomina El Golfo de México.
NGC 7000 es una nebulosa grande que cubre un área equivalente a la luna llena, pero su bajo brillo superficial hace que normalmente no sea visible a simple vista (sin embargo, en una noche oscura y con ayuda de un filtro UHC puede verse sin ayuda óptica). NGC 7000 y la cercana nebulosa Pelícano (IC 5070) forman parte de la misma nube interestelar de hidrógeno ionizado (región HII). El área oscura del centro es una región muy densa de material interestelar que se encuentra delante de la nebulosa y que absorbe la luz de la misma, dando al conjunto su forma característica. 
No se conoce con precisión la distancia que nos separa de NGC 7000, ni la estrella responsable de la ionización del hidrógeno que produce la emisión de luz. Si, como algunas fuentes señalan, Deneb es la estrella que ilumina la nebulosa, la distancia de NGC 7000 a la Tierra sería del orden de 1800 años luz.